# Asylum (키스의 음반)
| 전문가 평가                      | 전문가 평가 |
| 평가 점수                        | 평가 점수   |
| 출처                             | 점수        |
| -------------------------------- | ----------- |
| AllMusic                         | [ 2 ]       |
| Collector's Guide to Heavy Metal | 7/10        |
| Encyclopedia of Popular Music    | [ 4 ]       |
| The Rolling Stone Album Guide    | [ 5 ]       |

《Asylum》은 1985년 9월 16일에 발매된 미국의 록 밴드 키스의 열세 번째 스튜디오 음반이다. 이 음반은 이전 음반 《Animalize》의 글램 메탈 사운드의 연속을 표시했다.
이 음반은 1985년 11월 미국 음반 산업 협회에 의해 골드 인증을 받았다.

## 녹음
《Asylum》은 리드 기타리스트 브루스 큘릭이 정식 밴드 멤버로 참여한 첫 번째 음반이다. 큘릭은 이전 음반 《Animalize》 (1984년)의 두 트랙에서 전 기타리스트 마크 세인트 존을 대신했는데, 이는 이전 음반 《Animalize》가 반응성 관절염으로 인해 불참한 시기였다. 그 후, 큘릭은 《Animalize》 투어의 대부분 부분에서 세인트 존의 자리를 채웠다. 폴 스탠리, 진 시몬스, 에릭 카, 큘릭으로 구성된 이 새로운 라인업은 1991년 11월 카가 사망할 때까지 지속되었고, 큘릭은 1996년 원래 라인업이 다시 합류할 때까지 밴드에 남아 있었다.
〈Love's a Dead Weapon〉은 플라스마틱스의 멤버 로드 스웬슨과 웨스 비치에게 공을 돌렸는데, 이는 그들의 밴드의 〈Party〉에서 많이 차용한 곡이다. 그러나 제목과 가사는 폴 스탠리가 1981년에 쓴 키스 데모에서 따온 것으로, 이 데모는 《Destroyer》 (1976년) 40주년 리마스터에서 공식적으로 발매되었다.
또 다른 플라스마틱스 멤버인 장 보부아르는 작곡가로 인정받고 있으며 적어도 두 곡의 베이스를 연주한다.

## 곡 목록
| #  | 제목                       | 작사·작곡                               | 리드 보컬 | 재생 시간 |
| -- | -------------------------- | --------------------------------------- | --------- | --------- |
| 1. | 〈King of the Mountain〉   | 폴 스탠리, 브루스 큘릭, 데스몬드 차일드 | 스탠리    | 4:17      |
| 2. | 〈Any Way You Slice It〉   | 진 시몬스, 하워드 라이스                | 시몬스    | 4:02      |
| 3. | 〈Who Wants to Be Lonely〉 | 스탠리, 차일드, 장 보부아르             | 스탠리    | 4:01      |
| 4. | 〈Trial by Fire〉          | 시몬스, 큘릭                            | 시몬스    | 3:25      |
| 5. | 〈I'm Alive〉              | 스탠리, 큘릭, 차일드                    | 스탠리    | 3:43      |

| #   | 제목                       | 작사·작곡                              | 리드 보컬 | 재생 시간 |
| --- | -------------------------- | -------------------------------------- | --------- | --------- |
| 6.  | 〈Love's a Deadly Weapon〉 | 스탠리, 시몬스, 로드 스웬슨, 웨스 비치 | 시몬스    | 3:29      |
| 7.  | 〈Tears Are Falling〉      | 스탠리                                 | 스탠리    | 3:55      |
| 8.  | 〈Secretly Cruel〉         | 시몬스                                 | 시몬스    | 3:41      |
| 9.  | 〈Radar for Love〉         | 스탠리, 차일드                         | 스탠리    | 4:02      |
| 10. | 〈Uh! All Night〉          | 스탠리, 차일드, 보부아르               | 스탠리    | 4:01      |

## 인증
| 국가                       | 인증 | 판매량/출하량 |
| -------------------------- | ---- | ------------- |
| 캐나다 (뮤직 캐나다)       | 골드 | 50,000^       |
| 미국 (RIAA)                | 골드 | 500,000^      |
| ^출하량을 기반으로 한 인증 |      |               |